# Henryk Kempny
Henryk Kempny, né le 24 janvier 1934 à Beuthen en Allemagne (aujourd'hui Bytom, ville polonaise) et mort le 29 mai 2016, est un footballeur international polonais. Il occupait le poste d'attaquant.

## Carrière

### En sélection
Le 29 mai 1955 à Bucarest, il fait ses débuts avec l'équipe de Pologne contre la Roumanie. Jusqu'en 1958 en football|1958, il dispute seize matches internationaux et marque six buts.

## Palmarès
- Champion de Pologne : 1954, 1955, 1956, 1962
- Meilleur buteur du Championnat de Pologne : 1954 (13 buts), 1956 (21 buts)
- Vainqueur de la Coupe de Pologne : 1955, 1955